# BM-30 Smiercz

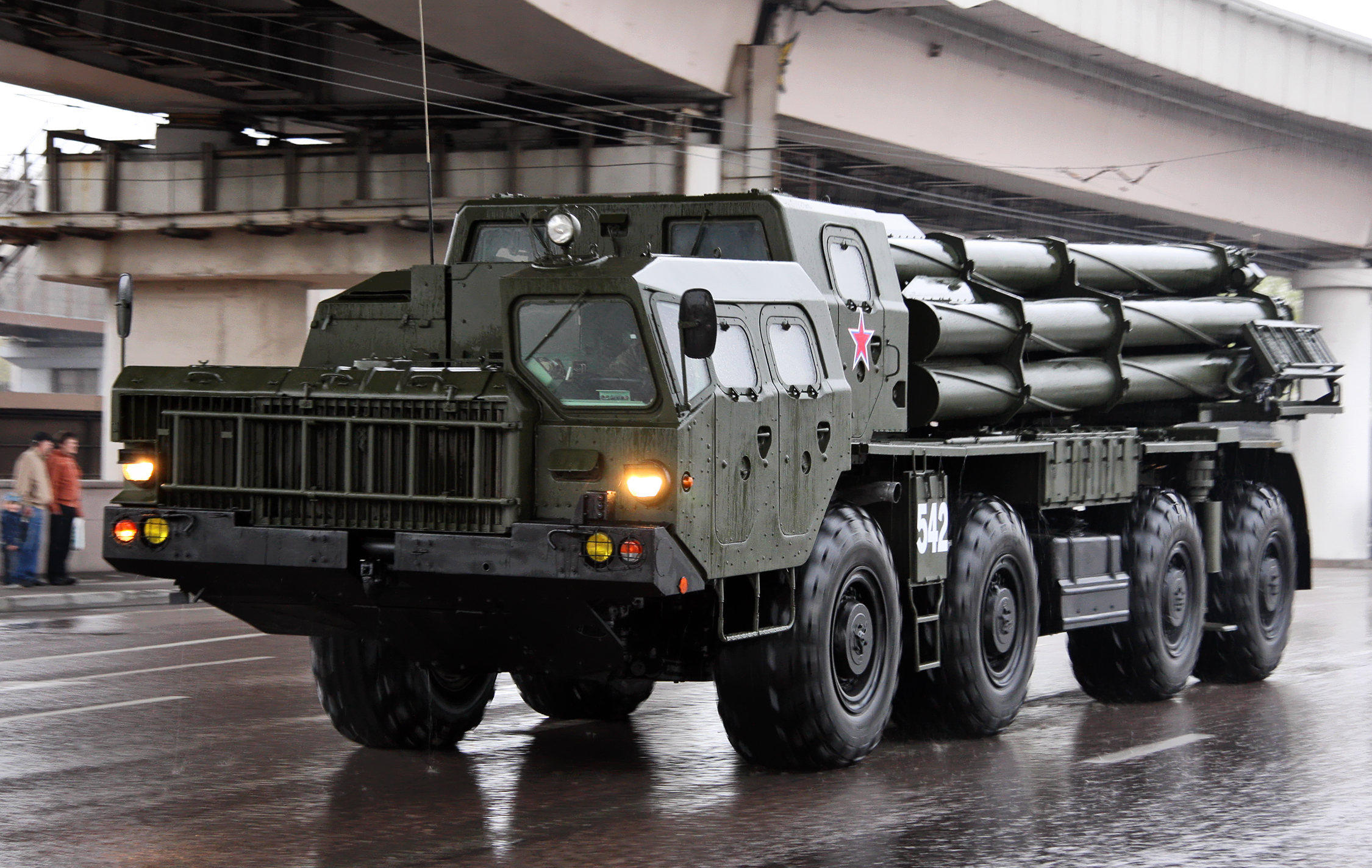
Wyrzutnia 9A52

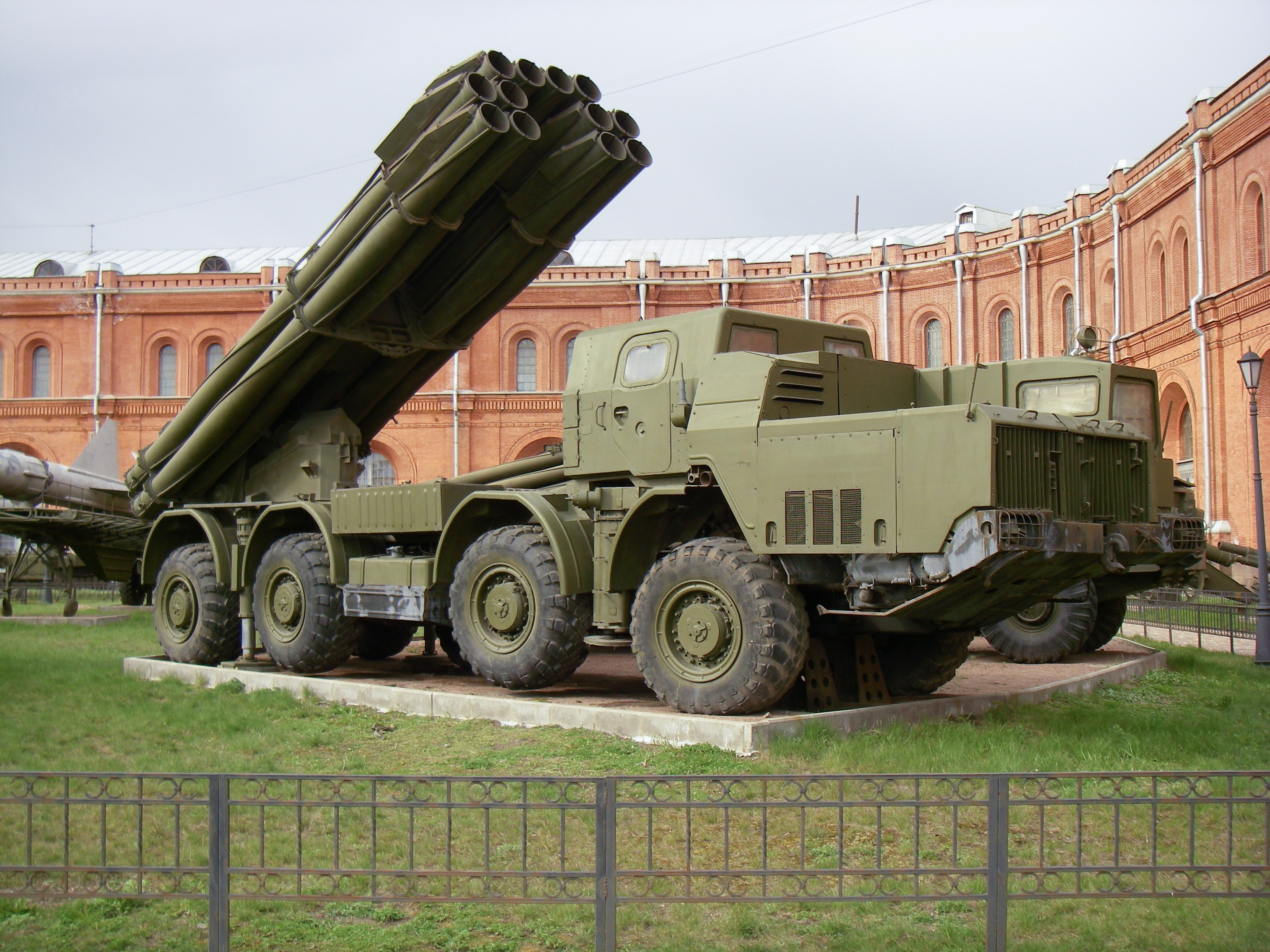
Wyrzutnia 9A52

BM-30 Smiercz (ros. БМ-30 Смерч, Indeks GRAU 9K58) – rosyjski system artylerii rakietowej kalibru 300 mm przeznaczony dla samodzielnych brygad artylerii frontowej. Produkowany przez zakłady SPŁAW z Tuły.

## Historia
Prace nad BM-30 rozpoczęto pod koniec lat 70 XX w. Przyspieszyło je wprowadzenie na uzbrojenie US Army systemu M270 MLRS. Początkowo planowano, że podstawą systemu stanie się wyrzutnia szesnastoprowadnicowa, ale ostatecznie ograniczono się do wyrzutni dwunastoprowadnicowej. Została ona umieszczona na największym produkowanym ówcześnie kołowym nośniku samobieżnym – samochodzie MAZ-543M. Wyrzutnia otrzymała oznaczenie GRAU 9A52. Z wyrzutniami współpracują wozy transportowo-załadowcze 9T234A przewożące 12 pocisków.
Dla systemu 9K58 skonstruowano szereg pocisków rakietowych. Mają one podobnie jak wcześniejsze rakiety systemów BM-21 Grad i BM-27 Uragan kombinowaną stabilizację aerodynamiczno-obrotową. Dodatkowo rakiety są wyposażone w prosty układ korekcji trajektorii lotu, dzięki któremu rozrzut jest nie większy niż 0,21% zasięgu. Stosowane są pociski następujących typów:
- 9M55F – z oddzielającą się głowicą penetrująco-burzącą 9N150, zawierającą 92,5 kg materiału wybuchowego;
- 9M55K – z głowicą kasetową 9N139, zawierającą 72 pociski odłamkowo-burzące 9N235 o masie 1,81 kg każdy;
- 9M55K1 – z głowicą kasetową 9N152, zawierającą pięć samonaprowadzających się podpocisków przeciwpancernych Motiw-3M;
- 9M55K4 – z głowicą kasetową, przenoszącą 25 min przeciwpancernych PTM-3M;
- ?? – z głowicą kasetową, przenoszącą podpociski paliwowo-powietrzne;
- ?? – z głowicą kasetową, zawierającą 646 podpocisków przeciwpancernych;
- ?? – z głowica kasetową, zawierającą miny przeciwpiechotne;
- ?? – z głowicą dymną.

Pociski te mają zasięg ok. 70 km. W 1998 roku ujawniono istnienie zmodernizowanych pocisków rakietowych, które przy niezmienionej masie mają zasięg zwiększony do 90 km.
Testy 9A52 rozpoczęto w 1986 roku. Wersja seryjna oznaczona jako 9A52-1 trafiła do uzbrojenia w 1989 roku. Poza armią Federacji Rosyjskiej 9K58 w wersji eksportowej został zakupiony przez armie Indii (38 wyrzutni) Kuwejtu (27 wyrzutni) i Zjednoczonych Emiratów Arabskich (6 wyrzutni).

## Dane taktyczno-techniczne wyrzutni
- Kaliber: 300 mm
- Liczba prowadnic: 12
- Masa: 43,7 t
- Długość: 12,37 m
- Szerokość: 3,05 m
- Wysokość: 3,05 m
- Moc silnika: 390 kW
- Zasięg pojazdu: 850 km
- Zasięg rakiet min. 20 km max. 90km
- Prędkość maksymalna 60 km/h
- Załoga: 4 osoby